# SVS Strock
Le Sport Vereinigung Schwechat Strock est un club autrichien de tennis de table situé dans la Basse-Autriche.

## Histoire du club
Le club est fondé en 2010 à l'initiative de l'Académie Werner Schlager, avec l'objectif de créer une grande équipe internationale de femmes afin de devenir la meilleure équipe d'Europe. Directement engagé dans les compétitions européennes, le club met fin aux quatorze années de règne du Linz AG Froschberg en dominant le championnat, remporte la SuperLeague (compétition opposant les meilleures clubs d'Europe Centrale) et ne s'incline qu'en quarts de finale de l'ETTU Cup contre le TTC Berlin Eastside (défaite 3-0 à l'aller, victoire 3-1 au retour). L'objectif du club est désormais de remporter la Ligue des Championnes.

## Palmarès
- Ligue des champions :
  - Finaliste en 2012
- ETTU Cup (1) :
  - Vainqueur en 2014
- Championnes d'Autriche en 2011
- SuperLeague en 2011

## Effectif 2011-2012
- Yalan Feng (N°18 mondial à l'été 2011)
- Ying Fan (N°19 mondial)
- Huang Yi-Hua (N°27 mondial)
- Daniela Dodean (N°37 mondial)
- Qiangbing Li (N°74 mondial)
- Nicole Galitschitsch (N°511 mondial)